# 3フランシスコ
3フランシスコ（サンフランシスコ）は、かつてニュースタッフプロダクションで活動していたお笑いトリオ。2014年12月1日解散。

## メンバー
林田 竜次（はやしだ りゅうじ、1976年1月4日 - ）
ツッコミ担当。
福岡県大川市出身。
身長162cm、体重66kg。血液型はB型。
元「津々浦々」（プロダクション人力舎所属）、「ヒットマン」（SMA NEET Project → フリー → フラットファイヴ → グレープカンパニー所属、2010年10月31日解散）のそれぞれのメンバー。
3フランシスコには途中の2010年12月から加入。
一時期は芸名を「めのまわりくまお」と名乗るもいつの間にかフェードアウトした。
解散後は小高山とコンビ「てぶくろ」を結成。その後「てぶくろ」と「ラジークイーン（元・外苑警備隊）」のユニット「ビフテキ」に発展するが、ラジークイーン・原田の脱退と小高山の引退により、元ラジークイーン・KIDとのコンビになっている。
小橋 太っ太（こばし ふとった、1979年4月8日 - ）
ボケ担当。
熊本県熊本市出身。
身長174cm、体重115kg。血液型はB型。
ピン芸人「はしっぷ」として活動した後、「ジャイアンソング」（相方は現・ヒューマン中村）、「小池」、「カロリーズ」（相方は現・ガリガリガリクソン）、「王（キング）」（5人組、デリートエンターテイメント所属）、「椀飯振舞」（コンビ）のそれぞれのお笑いグループのメンバーとして活動。1998年度、松竹芸能タレント養成所出身（大阪NSC21期生と同期）旧芸名は「チャールズ」、「はしっぷ」など。
趣味はプロレス観戦（主に全日本・ノア）、飲酒、鳥貴族、犬好き、バーベキュー、カラオケ。特技はローリングソバット、離婚。小橋建太に憧れ、小橋の物真似キャラクターでの活動を始める。小橋建太本人と小橋夫人の公認を得ている。「西口プロレス」のレスラーとしても活動し、プロレストークライブ 「プロレス者の集い」のメンバーにも名を連ねている。
3フランシスコ解散後、2015年1月から元「シエスターズ」の奥村CEO（現・ヒロ・オクムラ）と「小橋・奥村組」を結成して活動。その後コンビ名を「Wニードロップ」、芸名を「トシ・ハシグチ」に改名しSMA NEET PROJECTに所属。その後芸名を「小橋太っ太」に戻し、2020年3月22日、新たな道へ進むため同日をもってコンビ解散を発表。同年8月に漫才師引退ライブを開催し、以降はフリーでマルチタレントを名乗って活動している。
2025年、熊本へ故郷移住するため、9月30日・西口プロレスにて引退試合を敢行する。
小高山 善廣（こたかやま よしひろ、1979年4月2日 - ）
ボケ担当。
長崎県長崎市出身。
身長178cm、体重100kg。血液型はA型。
長崎総合科学大学工学部船舶工学科卒業。
2000年、弟とのコンビ「サポートセンター」「戦え！ヌイグルマーツアーズ」として芸人活動を開始。弟の就職により解散。
某不動産会社に就職するも、芸人という夢が諦めきれずに退社。長崎から上京して芸人活動を始めコンビ「ワイワイダンヂ」のメンバーとして活動。
旧芸名は「海（かい）くん」「タグチ海」など。
趣味はアイドルのライブを見ること、漫画、パチンコ。特技はヨット、バスケットボール、エベレストジャーマン。
高山善廣に似ていると言われたことがきっかけで、高山の物真似キャラクターを始めた。
高山善廣本人の公認を得ている。
西口ドアに参加している。
エクソシストジャーマン、高尾山ジャーマンが得意技。
小橋太っ太の一番のファン。
解散後は林田とコンビ「てぶくろ」を結成、のち2017年6月に引退した。

## 略歴
宇都宮周作と小高山善廣のコンビ「ワイワイダンヂ」に小橋太っ太が加入する形で、2010年2月に結成。しばらくフリーで活動した後、デリートエンターテイメントに所属。デリートエンターテイメント退社後は再びフリーとなる。後に宇都宮が脱退して小橋と小高山のコンビとなり、2010年12月にヒットマンが解散して間もない林田が加入して現在のトリオとなる。2011年10月にニュースタッフプロダクションに所属。
また小橋と小高山は非常に仲が良く、小橋の出場する西口プロレスには、小高山がファンとして客席から声援を送っている。
また、彼らの居住する東京都杉並区高円寺では、居酒屋などで2人で飲んでるところが度々Twitterなどにあげられている。
2013年7月18日に行われた「第2回ニュースタッフプロダクション チャンピオン大会」にて優勝。キングオブコント2013準決勝進出。
解散の理由は「方向性の違い」によるもので、プロレスネタへの限界を感じたと言う点と、主に小橋と小高山の仲違いが原因である。 お互いにプロレス好きだと思っていたが、実は小高山がそこまでプロレスが好きなわけではないことを告げられた。3人で話し合った結果、林田と小高山が「お前が事務所に残るなら俺たちは辞める」と小橋に告げ、解散に至った。

## 芸風
まず林田が一人で登場し、後から小橋と小高山が両脇から現れ、ロープを潜ってリングに入る振りをして林田の両横に立つという登場の仕方が定番。林田は漫才を始めようとするが、小橋と小高山は物真似に持ち込もうとし、最後は乱闘となるが林田が勝つという落ちが付くことが主である。
「かえるのうた」の輪唱のネタでは、小橋と小高山がCHAGE and ASKAの「SAY YES」のメロディーで「かえるのうた」を歌い、美声を聴かせることもある。

## 出演

### テレビ
- 芸人報道（日本テレビ）
- タモリ倶楽部（テレビ朝日）
- 日10☆演芸パレード（毎日放送・TBS系）
- おはスタ（テレビ東京）小高山のみ、「ひなこ姫を起こせ!」に出演
- オンバト+（NHK総合）- 2013年11月9日初出場、戦績1勝0敗 最高389KB
- 東京ダイナマイトのすばらしいTV（テレビ埼玉）小橋のみ
- 劇闘!?西口プロレス（日テレG+） 小橋のみ
- 新春レッドカーペット（フジテレビ）- 2014年1月1日、キャッチコピーは「笑魂三銃士」
- うつけもん（フジテレビ）- 2014年4月23日

### インターネット番組
- ナマイキ!あらびき団 - ウェイバックマシン（2012年10月13日アーカイブ分）（YNN・よしもとネタネットワーク）

## 参考資料
- オンバトサポーター